# Solanum corifolium
Solanum corifolium är en potatisväxtart som beskrevs av Ferdinand von Mueller. Solanum corifolium ingår i släktet skattor som ingår i familjen potatisväxter. Inga underarter finns listade i Catalogue of Life.